# كارلوس ريكساش
كارلوس ريكساش بالكتالونية  (Carles Rexach i Cerdà) تلفظ كرليس ريشاك، لاعب دولي إسباني يعتبر أحد أهم اللاعبين الذي مروا على تاريخ نادي برشلونة ولد في العام 1947  أنضم للنادي الكاتلوني في صباة لعب في مركز الهجوم ناهزت عدد المباريات التي لعبها عن 449 مباراة احرز خلالها للنادي 122 هدف خلال الفترة الممتدة بين عامي 1967 حتى 1981 توج بلقب البتشيتشي الذي يمنح لهداف الليغا في موسم 70/ 71 بعد أن احرز 17 هدف، بعد اعتزالة اللعب درب نادي برشلونة للشباب وفي العام 1988 عينة يوهان كرويف مساعد لة في تدريب نادي برشلونة حتى العام 1996، عاد للنادي كمدرب للفريق الأول في العام 2000  لكنه لم يمكث طويلا ولم يحقق كمدرب للفريق النجاح الذي حققة كلاعب.

## القاب اللاعب مع النادي
- الدوري الإسباني مرة واحده موسم 1973–74
- كأس إسبانيا 4 مرات أعوام 1968، 1971، 1978 و1981
- كأس أبطال الكؤوس الأوروبي عام 1979